# Zülzer Synagoge

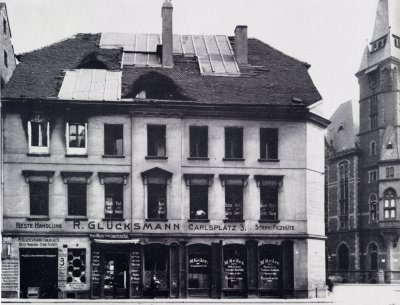
Zülzer Synagogue in Breslau

Die Zülzer Synagoge war eine Synagoge am Karlsplatz in Breslau und wurde nach der Ortschaft Zülz benannt, wo einst viele Juden lebten, die aber dann nach Breslau gekommen waren. Sie stand von 1732 bis 1893. Am Karlsplatz befanden sich auch die Glogauer, Neu-Glogauer und Lissaer Synagoge. Der ehemalige Karlsplatz hieß früher Jüdischer Platz (plac Żydowski) und wurde Ende der 1940er Jahre in Platz der Helden des Ghetto umbenannt (plac Bohaterów Getta).